# Я был им три раза
«Я был им три раза» — французский кинофильм с Луи де Фюнесом.

## Сюжет
Жан Ренневал (Саша Гитри), стареющий, но всё ещё красивый актёр, соблазняет зрительницу Терезу Вердье. Она назначает ему свидание после ужина, когда её муж Анри (Бернар Блие) уедет. За ужином Анри рассказывает Терезе и её подруге Генриетте о своих предыдущих двух жёнах. Обе изменили ему: Люси — с его двойником Гектором, а Жюльетт — с султаном Aмманлифа. Отправившись в путь, Анри опаздывает на поезд и возвращается домой, где застаёт свою третью жену Терезу (Лана Маркони) в постели с Ренневалом, нарядившимся в костюм кардинала, который убеждает его смириться с изменой.

## Интересные факты
- Луи де Фюнес играет секретаря-переводчика султана Aмманлифа.